# Хунлі
Хунлі́ (маньчж.: Hungli; спрощ.: 弘历; кит. трад.: 弘曆; піньїнь: Hónglì; 25 вересня 1711 — 7 лютого 1799) — маньчжурський державний і політичний діяч. Імператор династії Цін (8 жовтня 1735 — 9 лютого 1796).

## Життєпис
Представник роду Айсін Ґьоро. Четвертий син Їньчженя. Проводив активну зовнішню політику. 1751 року завоював Тибет, 1757 року — Джунгарію, 1759 року — Кашгарію. У 1768—1769 роках ходив походами на м'янмську державу Ава, а 1788—1789 роках — на В'єтнам. 1792 року перетворив Непал на васальну державу династії Цін.
Внутрішня політика імператора була спрямована на посилення державного контролю і обмеження будь-якої «самодіяльності» на місцях. Хунлі вимагав найретельніших звітів міністрів та намісників, втручався у найдрібніші справи, переглядав, ухвалював та надиктовував писарю сотні розпоряджень. Самих лише документів після смерті імператора залишилося більше трьох сотень томів. Хунлі провів податкову реформу, яка, однак призвела до стагнації економіки, а 1757 року остаточно закрив імперію від іноземців у відповідності до ізоляціоністської доктрини «закритих морів».
При цьому концентрація влади та бюрократизація зрештою призвела до шаленого зростання корупції, що сягнула небачених масштабів. «Найбільшим корупціонером в історії» важають фаворита Хунлі — першого міністра Хешеня. Але насправді корупцією були вражені усі щаблі державного управління. За офіційними розрахунками, до кишень чиновників потрапляло більше половини грошей, виділених на будівництво каналів, і три чверті коштів, зібраних як податок на постачання рису до столиці.
Хунлі сприяв розвитку книговидання. В 1782 році за його розпорядженням була видана «Повне зібрання книг за чотирма розділами», найбільша в історії хрестоматія китайської класики на 36 тисяч томів. Водночас була посилена цензура та переслідування інакодумців. Письменникам забороняли згадувати про будь-які повстання чи критику влади в минулому, корупцію та хабарництво, захист Китаю він нападів кочовиків (не лише маньчжурів, але й монголів та навіть гунів) і називати особисті імена імператорів. Спеціально призначені чиновники «правили» стародавні тексти, викреслюючи з них будь-які натяки на спротив тиранії. «Небезпечні» твори вилучали і знищували, а щоб заборони не могли обійти, з 1782 року почали складати перелік «шкідливих» книжок. Тих, хто наважувався їх видавати, переписувати чи просто зберігати, страчували.
Сам Хунлі при цьому вважав себе благодійником і меценатом. Імператор писав вірші та прозу, якими улесливі царедворці не втомлювалися захоплюватися, тим самим лише розпалюючи пристрасть володаря до графоманії. «Літературний доробок» Хунлі нараховує цілих 40 тисяч творів (при тому, що спалили за його правління 14 тисяч книжок).
1796 року зрікся престолу на користь свого сина Юн'яня, прийнявши титул верховного імператора. Зберігав реальну владу до кінця життя. Посмертне ім'я — Імператор Чунь (кит.: 純帝; піньїнь: Chúndì). Храмове ім'я — Ґаоцзун. Девіз правління — Цяньлун. Інше ім'я, що походить від девізу правління, — Імпера́тор Цяньлу́н (кит.: 乾隆帝; піньїнь: Qiánlóng-dì).